# 利物浦博物館
利物浦博物館（英語：Museum of Liverpool）是英國英格蘭利物浦的一座博物館，展示內容介紹了利物浦的人與事，並體現出利物浦在世界上的重要地位。這座博物館開業於2011年，取代之前的利物浦生活博物館。利物浦博物館是利物浦國家博物館的最新成員，博物館在碼頭頂曼恩島上的一座新建建築內。

## 歷史
這座博物館由建築師事務所3XN和工程師Buro Happold設計，施工方則是Galliford Try，耗資7,200萬英鎊，展示空間達8,000平方米，可容納超過6,000件展品。博物館的空間靈活易動，經常修改，以展示更多藏品。2011年6月19日，利物浦博物館對公眾開放。2017年1月和2月，博物館曾因必要工作而休館兩個月。
2021年12月10日至12日，在博物館舉辦第47屆G7峰會的外長會議。

## 核心主題

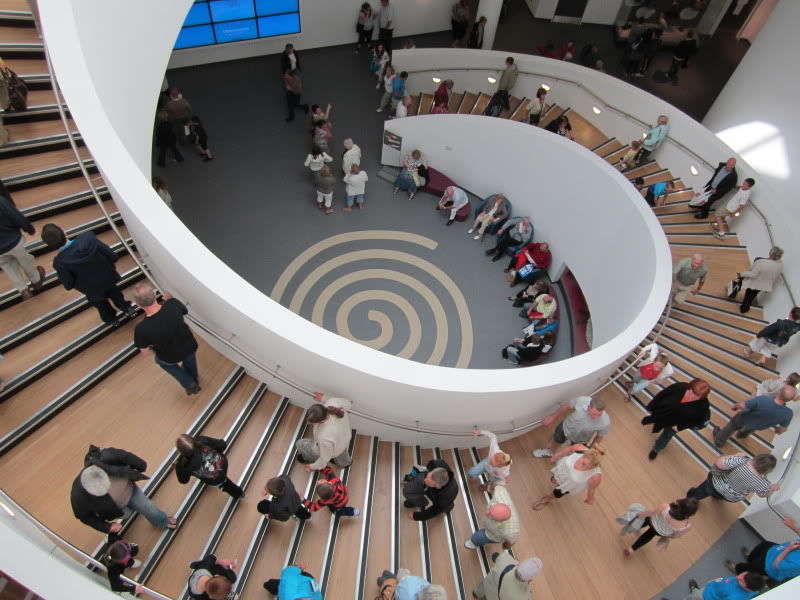
博物館中央的螺旋樓梯

利物浦博物館分為四個展示主題：偉大港口、全球城市、人民共和國、奇妙之地。博物館的展示空間亦因此分為四個部分，博物館一層展示利物浦的都市和技術進化過程，並從地方和國家兩個層面加以展示，包括工業革命和大英帝國的變化等內容，以及這些變化如何影響利物浦的經濟發展。較上部分的樓層則通過利物浦社會史展示利物浦獨特且強烈的認同，包括利物浦自新石器時代至今的定居點、移民、城市多樣的社區和文化等主題。
利物浦博物館還設有小利物浦展區，專門服務六歲以下兒童；歷史偵探展區，一個互動式考古和歷史資源中心；一個設有180個座位的劇場，可作為社區視聽視覺表演和會議場地使用。博物館還設有一個名為「城市戰士」（City Soldiers）的展區，展示有關國王軍團的內容 。在博物館修建期間的2007年2月，曾在電影提特菲德事件中出鏡的蒸汽機車LMR 57獅子號通過公路從曼徹斯特搬到利物浦，並最終在新博物館展示。

## 展示品

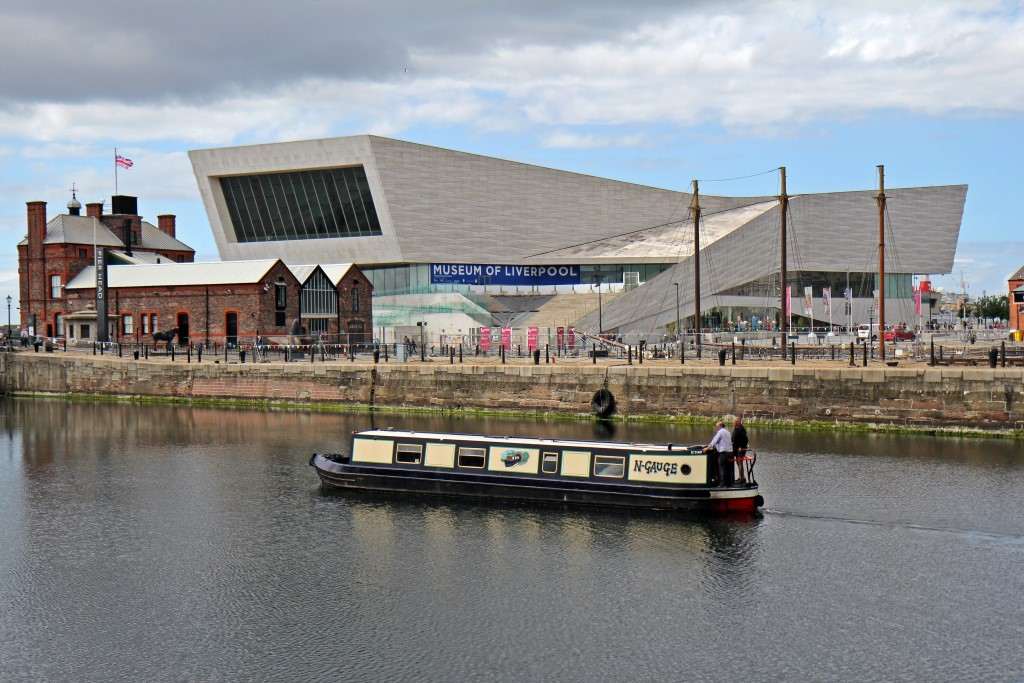
Canning Half-Tide碼頭

利物浦國家博物館的全部展品都可用於利物浦博物館的展覽。博物館通過服裝和裝飾藝術、昆蟲學和植物學展品、代表城市社會及都市史、口述證言、考古學資料和照片檔案展示利物浦的都市史。2012年9月至11月，利物浦博物館舉辦了「愛在利物浦」展覽，內容包括小野洋子、彼得·布萊克爵士、諾埃爾·菲爾丁等名人和利物浦的關係。

## 外部連結
- 利物浦博物館
- National Museums Liverpool （页面存档备份，存于）